# Jane Wiedlinová
Jane Marie Genevieve Wiedlinová (* 20. května 1958 Oconomowoc, Wisconsin) je americká hudebnice, zpěvačka a kytaristka, a herečka.
V roce 1978 spoluzaložila dívčí novovlnnou skupinu The Go-Go's, kde působila až do jejího rozpadu v roce 1984 jako kytaristka. Ve druhé polovině 80. let vydala tři ze svých čtyř sólových alb. V 90. letech hrála například ve skupině Frosted.
Kromě hudby působí také v herectví. Objevila se např. ve snímcích Stopa (1985), Star Trek IV: Cesta domů (1986) či Sleeping Beauty (1987), hrála Janu z Arku ve filmu Skvělé dobrodružství Billa a Teda (1989).

## Sólová diskografie
- Jane Wiedlin (1985)
- Fur (1988)
- Tangled (1990)
- Kissproof World (2000)